# Prizonierii de război români în Uniunea Sovietică
Numărul prizonierilor de război români în Uniunea Sovietică  din timpul celui de-al Doilea Război Mondial a fost ridicat, și a crescut în special după anul 1943. Armata Roșie a luat prizonieri de război din Armata română chiar și după momentul 23 august 1944, procesul continuând până la semnarea armistițiului cu Aliații de pe 12 septembrie . Unii dintre prizonieri erau originari din Basarabia și Bucovina de nord ocupate ca urmare a ultimatumului din 1940, dar cei mai mulți erau cetățeni români care nu fuseseră nicioadată declarați cetățeni sovietici. În cazul celor dintâi, autoritățile sovietice i-au declarat de naționalitate „moldovenească”, fiind în general separați de prizonierii „români”, în lagărele de prizonieri, autoritățile sovietice ținând evidența în general pe „naționalități” și mai puțin pe țări de origine. 
În aprilie 1946, Viaceslav Molotov afirma că, în 1945, 61.662 de prizonieri români fuseseră repatriați, 20.411 participaseră la formarea diviziilor de voluntari români din Diviziile „Tudor Vladimirescu” și „Horia, Cloșca și Crișan”, iar alți peste 50.000 de prizonieri români se mai aflau încă pe teritoriul sovietic.
În conformitate cu statisticile Marelui Stat Major Român de la sfârșitul războiului, numărul militarilor incluși în categoria „dispăruți” (din care cei mai mulți erau „prizonieri de război”) a fost de 367.976, din care 309.533 în luptele împotriva Uniunii Sovietice și 58.443 în vest, în luptele împotriva Germanirei Naziste și Ungariei Hortiste. Statistica nu a precizat dacă cei 309.533 de dispăruți „în est” cuprinde și pe militarii dezarmați de sovietici în după 23 august 1944. Într-o notă confidențială întocmită în martie 1945 de delegatia militară a Comisiei române pentru aplicarea armistițiului se afirmă că până la 23 august 1944 numărul dispăruților în luptă a fost de 163.015 militari, iar, începând cu 24 august, sovieticii au dezarmat și luat în prizonierat 97.732 de militari români.

## Lagărul SPASSK
Pe teritoiul regiunii Karaganda din RSS Kazahă au funcționat mai multe lagăre pentru prizonierii de război: Spassk nr. 99, Balhaș nr. 37 și Jeskazgan nr. 39. Ultimele două au fost înființate în 1945 și au funcționat până în 1948, când au fost desființate ca urmare a repatrierii militarilor prizonieri. În arhivele kazahe nu s-au păstrat documente care să ateste prezența militarilor români în aceste două lagăre, majoritatea prizonierilor fiind germani și japonezi.  
Cel mai mare lagăr pentru prizonierii străini din Kazahstan a fost Spassk nr. 99, care a funcționat din 1941. Pe toată durata funcționării, așa cum demonstrează cercetarea  prin acest lagăr s-au perindat 66.160 de prizonieri (sau după alte surse, 66.746), dintre care 6.740 au fost de naționalitate română. La aceștia s-au adăugat un număr de peste 1.000 de prizonieri de altă naționalitate, care au luptat în Armata Română: evrei, ucrainieni, armeni, moldoveni. Autoritățile sovietice au ținut evidența prizonierilor pe naționalități, nu pe țări de origine. Prizonierii militari au fost organizați în 24 de „divizii de producție”, separate de divizia de producție a prizonierilor civili. Prizonierii au fost folosiți în diferite întreprinderi industriale și în minele de cărbuni. În cadrul diviziei de civili, 92 dintre prizonieri au fost de naționalitate română.
7.765 de prizonieri străini de război au murit în lagărul Spassk nr. 99 în perioada 1941-1950 și au fost înmormântați pe teritoriul regiunii Karaganda. Dintre aceștia, 827 au fost de naționalitate română. Alți 200 de prizonieri morți în Kazahstan nu erau de naționalitate română, dar au fost militari ai Armatei Române (ucrainieni, unguri, etc). Există un număr de prizonieri moldoveni morți, care sunt înregistrați separat de cei români.
Morții din lagărele de prizonieri din regiunea Karaganda au fost înmormântați pe teritoriile diviziilor de muncă de pe lângă diferitele obiective industriale și mine din zonă. Există un singur „cimitir” care a fost identificat cu certitudine cu ajutorul supraviețuitorilor germani și japonezi, după disoluția URSS. Este vorba de locul în care au fost înhumați prizonierii din lagărul Spassk nr. 99, un perimetru de peste o jumătate de kilometru pătrat.  Zona a fost împrejmuită pe cheltuiala guvernului german și pe teritoriul cimitirului au fost ridicate monumente în memoria prizonierilor  morți aici: germani, japonezi, finlandezi, francezi, polonezi, unguri, dar victimelor represiunii staliniste din deceniul al patrulea: ucrainieini (originari în special din regiunile occidentale ale țării), lituanieni, armeni, ruși și kazahi.
Pe 9 septembrie 2003, pe teritoriul cimitirului din lagărul Spassk nr. 99 a fost ridicat un monument în memoria prizonierilor români morți în URSS, cu inscripția „IN MEMORIAM, CELOR PESTE 900 DE PRIZONIERI ROMÂNI MORȚI ÎN LAGĂRELE STALINISTE DIN CENTRUL KAZAHSTANULUI ÎN ANII 1941-1950”. Pe 9 septembrie 2003, acest monument a fost inaugurat în prezența președintelui României din acea perioadă, Ion Iliescu, aflat în vizită oficială în Kazahstan.

## Cazul mediculuiAlexandru Țățulescu
Alexandru Țățulescu a fost un medic militar român, medicul personal al generalului Gheorghe Avramescu. A fost arestat de autoritățile sovietice și închis în mai multe gulaguri, iar, după eliberare, a primit cetățenia sovietică și i s-a stabilit domiciliul forțat în Vorkuta, apoi în Uhta. A fost reabilitat în 1960.